# Athyrium pichisermollianum
Athyrium pichisermollianum är en majbräkenväxtart som beskrevs av Fraser-jenk. Athyrium pichisermollianum ingår i släktet Athyrium och familjen Athyriaceae. Inga underarter finns listade.